# Björn Lind
Björn Lind, född 22 mars 1978 på Ljusterö, är en svensk tidigare längdskidåkare som tävlade för Roslagslänna-IF fram till 2001, senare Hudiksvalls IF (2002–2009) och senare IFK Umeå (2009–2011). Han är tvåfaldig olympisk mästare från OS i Turin 2006. Han arbetar numera (2020) med sportevent i Kina.

## Karriär
Lind, som är uppväxt i Riala i Norrtälje kommun, deltog för första gången i en världscupdeltävling i december år 2000. I december 2001 i Asiago tog han sig till sin första sprintfinal, i vilken han slutade fyra. Under säsongen 2001/2002 visade han sig framför allt vara mycket snabb i sprintkvalen. Han vann fyra sprintkval i världscupen men pallplaceringarna uteblev. I OS 2002 i Salt Lake City kom han till final men slutade på en fjärde plats. Sin första pallplats i världscupen tog han i mars 2002 i Stockholm.
Säsongen 2002/2003 nådde han som bäst en sjundeplats i världscupen. De kommande säsongerna blev hans främsta placeringer två andraplatser i teamsprint, först tillsammans med Mats Larsson och senare med Thobias Fredriksson. 2004/2005 blev han totalsexa i sprintvärldscupen. I VM 2005 i Oberstdorf slutade han på fjärde plats i sprinten.
I december 2005 kom så hans stora genombrott i världscupen då han vann Nove Mestos sprint. Han följde upp det med ytterligare två världscupsegrar inför OS. I OS 2006 i Turin blev Lind nationalidol då han vann två guld. Tillsammans med Thobias Fredriksson vann han först herrarnas sprintstafett. Den framgången följde han sedan upp med ett guld även i den individuella sprinten, där han i överlägsen stil vann både kval, kvartsfinal, semifinal och final. Säsongen 2005/2006 vann Lind sprintvärldscupen.
Sedan OS-gulden har Lind haft problem med sjukdom och skador vilket gjort att hans träning och resultat blivit lidande. Han kom på fjärde plats i sprinten i VM i Sapporo 2007. I VM i Liberec 2009 ramlade han i kvaltävlingen och missade kvartsfinalen.
Linds bästa SM-resultat är guld i sprint 2008, och silver i sprint 2007.
Den 10 maj 2011 meddelade Lind att han avslutar sin skidkarriär.
Björn Linds syster Sofia Lind är även hon längdskidåkare.
År 2015 blev han tvåa i TV-programmet Mästarnas mästare.
Sedan 2014 arbetar Lind på ett företag som ordnar sportevent i Kina. Inledningsvis bodde han ett år i Kina och vistas sedan dess cirka 100 dagar per år i landet.

## Utmärkelser
- 2006 – Årets manlige idrottare